# Кладбища Донецка
В городе Донецк действует 9 кладбищ.

## Муниципальные кладбища

### Список муниципальных кладбищ
| Фото | Название                                                | Дата основания | Район        |
| ---- | ------------------------------------------------------- | -------------- | ------------ |
|      | Мушкетовское кладбище                                   | 1929           | Калининский  |
|      | Щегловское кладбище                                     | 1939           | Киевский     |
|      | Гладковское кладбище                                    | 1934           | Киевский     |
|      | Кладбище шахты №11                                      | 1933           | Кировский    |
|      | Кладбище шахты №29                                      | 1959           | Кировский    |
|      | Кладбище посёлка Флора                                  | 1959           |              |
|      | Кладбище Петровское–1                                   | 1931           | Петровский   |
|      | Кладбище посёлка Лидиевка                               | 1933           | Кировский    |
|      | Кладбище шахты №6 Капитальная (Огнёвское)               | 1935           | Пролетарский |
|      | Моспинское кладбище                                     | 1929           | Моспино      |
|      | Чулковское (Алексеевское) кладбище                      | 1940           | Пролетарский |
|      | Кладбище шахты №6 «Красная звезда»(закрыто в 2010 году) | 1942           | Пролетарский |
|      | Новодевичье кладбище                                    | 1980           | Пролетарский |
|      | Кладбище посёлка Ларино                                 | 1939           | Пролетарский |
|      | Кладбище посёлка Грабари                                | 1983           | Куйбышевский |
|      | Кладбище посёлка Красный пахарь                         | 1932           | Куйбышевский |
|      | Кладбище «Пролетар»                                     | 1930           | Куйбышевский |
|      | Кладбище на Донецком море                               | 1960           | Ленинский    |
|      | Кладбище посёлка Авдотьино                              | 1930           | Ленинский    |
|      | Кладбище на Полежаково                                  | 1940           | Ленинский    |
|      | Кладбище Петровское–2                                   | 2003           | Петровский   |
|      | Трудовское кладбище                                     | 1930           | Петровский   |
|      | Кладбище на шахте Челюскинцев                           | 1930           | Петровский   |
|      | Южное кладбище                                          | 2001           | Ленинский    |
|      | Лозовое кладбище                                        | 1992           | Куйбышевский |
|      | Игнатьевское кладбище посёлка Застанционный             | 1930           | Киевский     |
|      | Ново-Игнатьевское кладбище                              | 2003           | Киевский     |

## Другие массовые захоронения и мемориалы
Кроме городских кладбищ в черте города были массовые захоронения во время гражданской войны в России, репрессий 1937 года и Великой Отечественной войны.
- Группа могил борцов за Советскую власть
- Рутченково поле[1][2]
- Кладбище немецких военнопленных[3]
- Итальянское кладбище на Северном[4]
- Кладбище на месте Соборной площади[5]
- Памятник жертвам фашизма

Также в черте города есть ряд могил известных людей на которых установлены памятники.
- Памятник Гурову
- Памятник Гринкевичу
- Памятник стратонавтам
- Памятник Берви-Флеровскому